# Tabanus dorsifer
Tabanus dorsifer är en tvåvingeart som beskrevs av Walker 1860. Tabanus dorsifer ingår i släktet Tabanus och familjen bromsar. Inga underarter finns listade i Catalogue of Life.